# Шамиссо (остров)
Шамиссо (англ. Chamisso Island) — небольшой остров в заливе Коцебу Чукотского моря. В административном отношении относится к боро Нортуэст-Арктик, штат Аляска, США.
Остров составляет примерно 2,3 км в длину и 1,4 км в ширину. Площадь — 1,8 км². Самая высокая точка острова составляет 73 м над уровнем моря. Близ северо-западной оконечности Шамиссо расположен маленький скалистый островок Паффин. Является частью Аляскинского морского национального заповедника.

## История
Назван в честь немецкого писателя и естествоиспытателя Адельберта фон Шамиссо. Остров был открыт 3 августа 1816 года русской экспедицией на бриге «Рюрик» под командованием О. Е. Коцебу. Исследуя залив, позже названный его именем, Коцебу пытался проникнуть как можно восточнее в надежде обнаружить проход в Атлантический океан. 3 августа 1816 года, был замечен скалистый остров, отделенный от материка проливом. В тот же день к острову причалила шлюпка, на которой помимо матросов находился сам Коцебу и естествоиспытатель экспедиции А. Шамиссо. Осмотр острова показал, что он необитаем, но иногда посещается алеутами, так как было найдено несколько вырытых в земле ям с тюленьим мясом. Растительность острова оказалась скудная, почва покрыта мхом и травой, только в защищенных от ветра местах росло несколько ив. Путешественники видели также множество куропаток и зайцев, а также следы присутствия лис.